# ジェフェルソン・レルマ
ジェフェルソン・アンドレス・レルマ・ソリス  (Jefferson Andrés Lerma Solís  .  1994年10月25日 - )は、コロンビア・エル・セルリート出身のプロサッカー選手。コロンビア代表。プレミアリーグ・クリスタル・パレスFCに所属している。ポジションはミッドフィールダー。

## 経歴

### クラブ
2013年1月に国内リーグカテゴリア・プリメーラAのアトレティコ・ウイラのトップチームに昇格し、ミジョナリオスFC戦でプロデビュー。以後2年半主力として活躍した。
2015年8月、ローン移籍でスペイン・プリメーラ・ディビシオンのレバンテUDへの加入が決定。同月30日のUDラス・パルマス戦でリーガデビュー。12月7日のRCDエスパニョール戦でリーガ初ゴールを記録するなど、加入1年目ながらレギュラーで奮闘するも、チームは最下位に終わり、セグンダ・ディビシオンに降格。シーズン終了後に完全移籍が成立し4年契約を締結。レバンテは2016-17シーズンセグンダ・ディビシオンで優勝し、1年でプリメーラ・ディビシオンに復帰した。
2018年8月7日、AFCボーンマスにクラブレコードとなる移籍金2500万ポンドで移籍、5年契約を結ぶ。
2023年6月8日、翌月からクリスタル・パレスFCにフリーで加入し、3年契約を締結することが発表された。

### 代表
2016年のリオデジャネイロオリンピックでのコロンビア代表のメンバーに選出され、準々決勝進出に貢献した。
2018年はFIFAワールドカップに初めて選出された。

## 代表歴

### 出場大会
- コロンビア代表
  - 2018 FIFAワールドカップ

### 試合数
- 国際Aマッチ 39試合 1得点（2017年-）[11]

| コロンビア代表 | 国際Aマッチ | 国際Aマッチ |
| 年             | 出場        | 得点        |
| -------------- | ----------- | ----------- |
| 2017           | 2           | 0           |
| 2018           | 7           | 0           |
| 2019           | 10          | 0           |
| 2020           | 4           | 1           |
| 2021           | 5           | 0           |
| 2022           | 5           | 0           |
| 2023           | 6           | 0           |
| 2024           |             |             |
| 通算           | 39          | 1           |